# Notoxus paradoxus
Notoxus paradoxus är en skalbaggsart som beskrevs av Chandler 1982. Notoxus paradoxus ingår i släktet Notoxus och familjen kvickbaggar. Inga underarter finns listade i Catalogue of Life.